# Alina Orlova

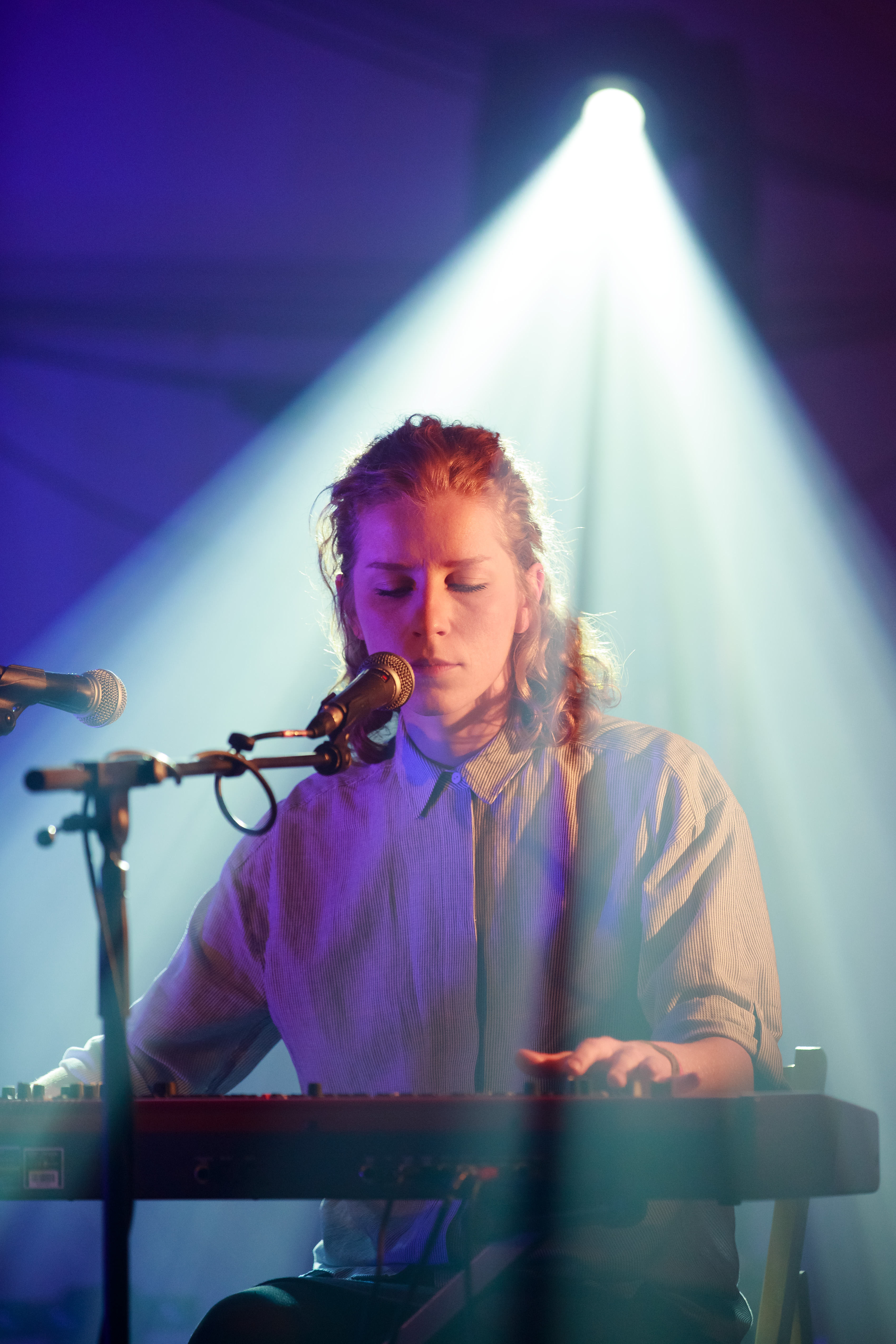
Alina Orlova (Waves Vienna 2015)

Alina Orlova (* 28. Juni 1988 in Visaginas, Litauische SSR) ist eine litauische Singer-Songwriterin. Stilistisch wird sie der Gesungenen Poesie zugeordnet.

## Leben und Karriere
Orlova ist polnisch-russischer Abstammung. Mit der Single Nesvarbu debütierte sie 2006 als Sängerin. Das litauische Jugendmagazin Pravda zeichnete es als das beste musikalische Debüt aus. Zwei Jahre später erschien 2008 mit Laukinis šuo dingo ihr erstes Album. Es wurde nach einem Kinderbuch des russischen Schriftstellers Ruvim Frajerman benannt. Publikum und Kritik nahmen ihre auf Litauisch, Russisch und Englisch gesungenen Lieder wohlwollend auf. Sie tourte mit dem Album durch Russland,  Ost- und Westeuropa. Mit Mutabor erschien 2010 ihr zweites Album.

## Diskografie (Auswahl)
Alben
- Laukinis šuo dingo (2008)
- Mutabor (2010)
- LRT Opus Live (2013)
- 88 (2015)
- Daybreak (2018)
- Laumžirgiai (2022)

Singles
- Nesvarbu (2006)